# Matsumoto Yamaga FC
Matsumoto Yamaga FC  (松本山雅フットボールクラブ Matsumoto Yamaga Futtobōru Kurabu?) är en japansk fotbollsklubb från Matsumoto i Nagano prefektur.

## Arena
Matsumoto Yamaga spelar sina hemmamatcher på Matsumotostadion (長野県松本平広域公園総合球技場 Naganoken Matsumotodaira Kōiki Kōen Sōgō Kyūgi-jō?) i Matsumoto, som öppnade år 1999. Arenan går också under smeknamnet Alwin (アルウィン Aruwin?), som är skapat av orden alp, efter Japanska alperna, och vind. Kapaciteten är 20 396 besökare, fördelat på ungefär 16 000 sittplatser och 4 000 ståplatser.

## Placering tidigare säsonger
| Säsong | Nivå | Liga      | Placering | Referens | Notering |
| ------ | ---- | --------- | --------- | -------- | -------- |
| 2016   | 2    | J2 League | 3         | [ 4 ]    |          |
| 2017   | 2    | J2 League | 8         | [ 5 ]    |          |
| 2018   | 2    | J2 League | 1         | [ 6 ]    |          |
| 2019   | 1    | J1 League | 17        | [ 7 ]    |          |
| 2020   | 2    | J2 League | 13        | [ 8 ]    | Pandemin |
| 2021   | 2    | J2 League | 22        | [ 9 ]    | Pandemin |
| 2022   | 3    | J3 League | 4         | [ 10 ]   |          |
| 2023   | 3    | J3 League | 9         | [ 11 ]   |          |
| 2024   | 3    | J3 League | 4         | [ 12 ]   |          |

## Truppen 2022
Aktuell 23 april 2022.
| Nr | Land      | Pos | Namn                    |
| -- | --------- | --- | ----------------------- |
| 3  | Japan     | F   | Hayuma Tanaka (captain) |
| 4  | Japan     | MF  | Akira Ando              |
| 5  | Japan     | F   | Takayuki Mae            |
| 7  | Japan     | MF  | Paulo Junichi Tanaka    |
| 8  | Japan     | MF  | Yota Shimokawa          |
| 9  | Brasilien | A   | Lucão                   |
| 11 | Japan     | F   | Michihiro Yasuda        |
| 13 | Japan     | F   | Yuya Hashiuchi          |
| 14 | Brasilien | MF  | Paulinho                |
| 15 | Japan     | A   | Yusuke Kikui            |
| 16 | Japan     | MV  | Tomohiko Murayama       |
| 17 | Japan     | MF  | Genta Omotehara         |
| 18 | Japan     | A   | Akira Toshima           |
| 19 | Japan     | A   | Ren Komatsu             |
| 20 | Japan     | F   | Takuma Hamasaki         |
| 21 | Spanien   | MV  | Víctor Ibáñez           |
| 22 | Japan     | MF  | Shusuke Yonehara        |
| 23 | Japan     | MF  | Ryo Toyama              |
| 24 | Japan     | MF  | Masaya Yoshida          |

| Nr | Land  | Pos | Namn             |
| -- | ----- | --- | ---------------- |
| 25 | Japan | A   | Itsuki Enomoto   |
| 26 | Japan | MF  | Kazuhiro Sato    |
| 27 | Japan | F   | Jiyo Ninomiya    |
| 28 | Japan | F   | Haruki Mitsuda   |
| 29 | Japan | MF  | Kaiga Murakoshi  |
| 30 | Japan | MF  | Manato Yamada    |
| 31 | Japan | MV  | Haruto Usui      |
| 32 | Japan | A   | Ayumu Yokoyama   |
| 33 | Japan | F   | Yuya Ono         |
| 34 | Japan | MF  | Taku Inafuku     |
| 35 | Japan | MV  | Shoma Kanda      |
| 36 | Japan | MF  | Sho Sumida       |
| 37 | Japan | F   | Taiki Miyabe     |
| 39 | Japan | F   | Kojiro Shinohara |
| 41 | Japan | MF  | Ryuhei Yamamoto  |
| 43 | Japan | F   | Masato Tokida    |
| 44 | Japan | F   | Takato Nonomura  |